# Siergiej Surowikin
Siergiej Władimirowicz Surowikin (ros. Сергей Владимирович Суровикин; ur. 11 października 1966 w Nowosybirsku) – rosyjski wojskowy w stopniu generała armii, dowódca wojsk rosyjskich w Syrii (2017) i na Ukrainie (2022, 2023).

## Życiorys

### Wczesne lata, wojna w Afganistanie
Urodził się 11 października 1966 r. w Nowosybirsku. W wojsku służył od 1983 r. (Siły Zbrojne ZSRR). W 1987 r. ukończył Wyższą Oficerską Szkołę Ogólnowojskową w Omsku z wyróżnieniem (złoty medal), dzięki czemu trafił do 2 Tamańskiej Dywizji Zmechanizowanej Gwardii. Jako dowódca plutonu będąc oficerem specnazu walczył w Afganistanie. Otrzymał w tym czasie Order Czerwonej Gwiazdy. W sierpniu 1991 został awansowany do stopnia kapitana obejmując stanowisko dowódcy batalionu.

### Pucz moskiewski, studia, wojna domowa w Tadżykistanie
W czasie moskiewskiego puczu w 1991 r. wydał rozkaz rozpędzenia tłumu, który blokował wjazd do Tunelu Czajkowskiego. Dowodzony przez niego 1 batalion strzelców zmotoryzowanych z 2 Dywizji Strzelców Zmotoryzowanych Gwardii jako jeden z nielicznych otworzył ogień do demonstrantów. Jego żołnierze zastrzelili dwóch cywilów, trzeciego rozjechały gąsienice bojowego wozu piechoty, ponadto kilka osób zostało rannych, w tym 6 żołnierzy z jego batalionu, poza tym został spalony jeden bojowy wóz piechoty, drugi został uszkodzony. Po upadku puczu Surowikin został za te działania swojego oddziału aresztowany i spędził 7 miesięcy w wojskowym areszcie śledczym Matrosskaja Tiszyna w oczekiwaniu na proces. Ostatecznie w grudniu 1991 r. na rozkaz prezydenta Borysa Jelcyna uwolniono go i oczyszczono z zarzutów, a także awansowano na stopień majora.
W 1992 r. 25-letni major został skierowany na studia do Akademii Wojskowej im. Frunzego. W czasie studiów był aresztowany i oskarżony o handel bronią, za co wymierzono mu w I instancji karę roku pozbawienia wolności w zawieszeniu, ale złożył apelację i został uniewinniony. W 1995 r. po ukończeniu akademii został mianowany dowódcą batalionu w Tadżykistanie podczas wojny domowej w tym kraju. Następnie był kolejno szefem sztabu 92 Pułku Strzelców Zmotoryzowanych, szefem sztabu i dowódcą 149 Pułku Strzelców Zmotoryzowanych Gwardii oraz szefem sztabu 201 Dywizji Strzelców Zmotoryzowanych. W międzyczasie, w 1998 r. został awansowany do stopnia pułkownika. W 2002 r. ukończył z wyróżnieniem Wojskową Akademię Sztabu Generalnego Sił Zbrojnych Federacji Rosyjskiej obejmując stanowisko dowódcy 34 Symferopolskiej Dywizji Zmechanizowanej. W 2003 został awansowany do stopnia generała majora.

### Sprawa Cibizowa, II wojna czeczeńska
W 2004 r., będąc dowódcą 34 Symferopolskiej Dywizji Zmechanizowanej, zlecił pobicie (oficjalnie za oddalenie się na 30 dni z miejsca służby bez pozwolenia) podwładnego, ppłk. Wiktora Cibizowa, który pracował w sztabie wyborczym kandydata opozycji do Dumy. W tym samym roku zginął jego zastępca ds. uzbrojenia dywizji, płk. Andriej Sztakal. Oficjalnie śmierć uznano za samobójstwo, mimo że zmarły zginął nie ze swojej broni, a z broni adiutanta Surowikina. Śledztwo jednak umorzono, przyjmując, że Sztakal dostał broń od adiutanta dowódcy celem zdania jej do zbrojowni.
W czerwcu 2004 r. został wyznaczony na stanowisko dowódcy 42 Dywizji Strzelców Zmotoryzowanych, z którą wziął udział w drugiej wojnie czeczeńskiej, gdzie był do 2008 r. Jego dywizja stacjonowała w Kankali (obwód groźnieński). Zapewniał, że zabije trzech czeczeńskich żołnierzy za każdego poległego rosyjskiego żołnierza. Na początku czerwca 2005 r. grupa żołnierzy Specnazu z batalionu „Wostok”, podlegająca pod rozkazy Surowikina, zabiła jedną osobę i porwała jedenastu cywilów ze wsi Worozdinowskaja (rejon szełkowski). Za morderstwo i porwanie ukarano komendanta batalionu „Wostok”, Surowikinowi nie postawiono zarzutów, ofiary uprowadzenia zostały uznane za zaginione, ich los jest nieznany.

### Awanse, wojna domowa w Syrii

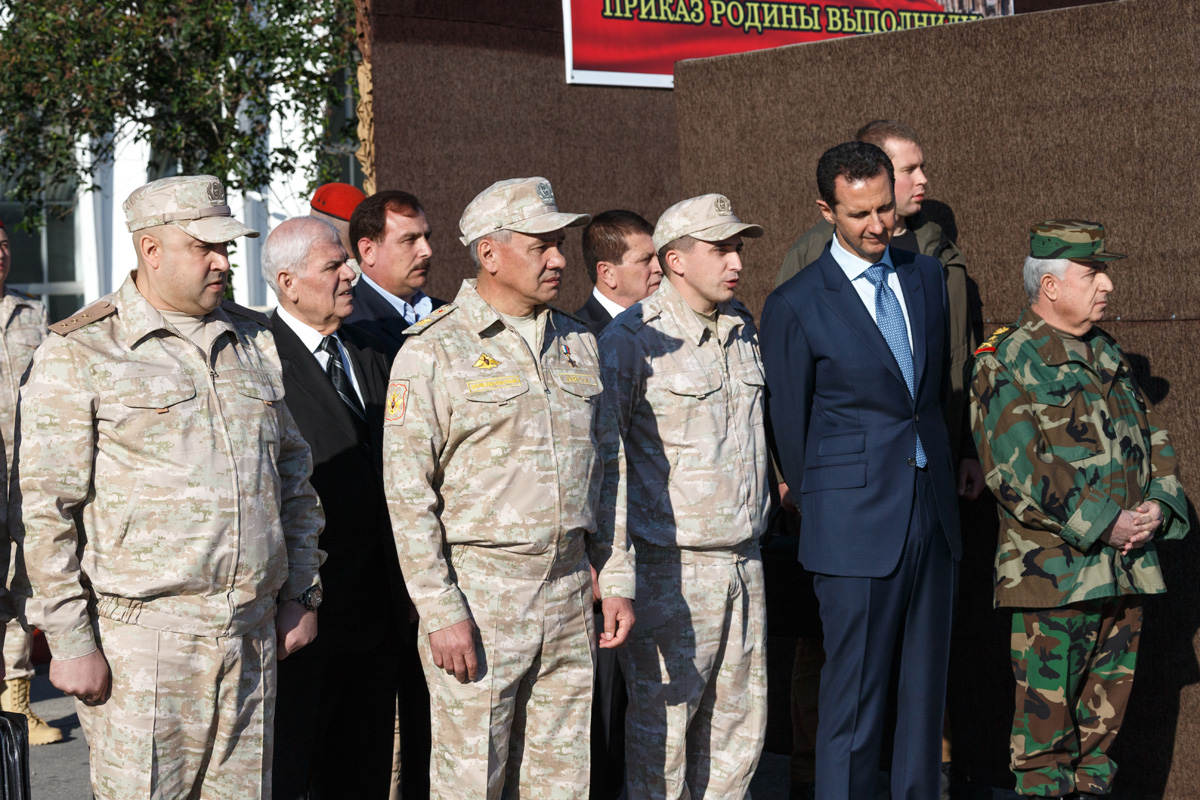
Z lewej w bazie lotniczej Humajmim

Surowikin był też szefem sztabu – zastępcą dowódcy, potem dowódcą 20 Armii Gwardii. Następnie został wyznaczony na stanowisko szefa Głównego Zarządu Operacyjnego Sztabu Generalnego Sił Zbrojnych Federacji Rosyjskiej (ros. Главное оперативное управление ГШ ВС РФ), potem był szefem sztabu Nadwołżańsko-Uralskiego Okręgu Wojskowego, po czym objął funkcję szefa sztabu Centralnego Okręgu Wojskowego.

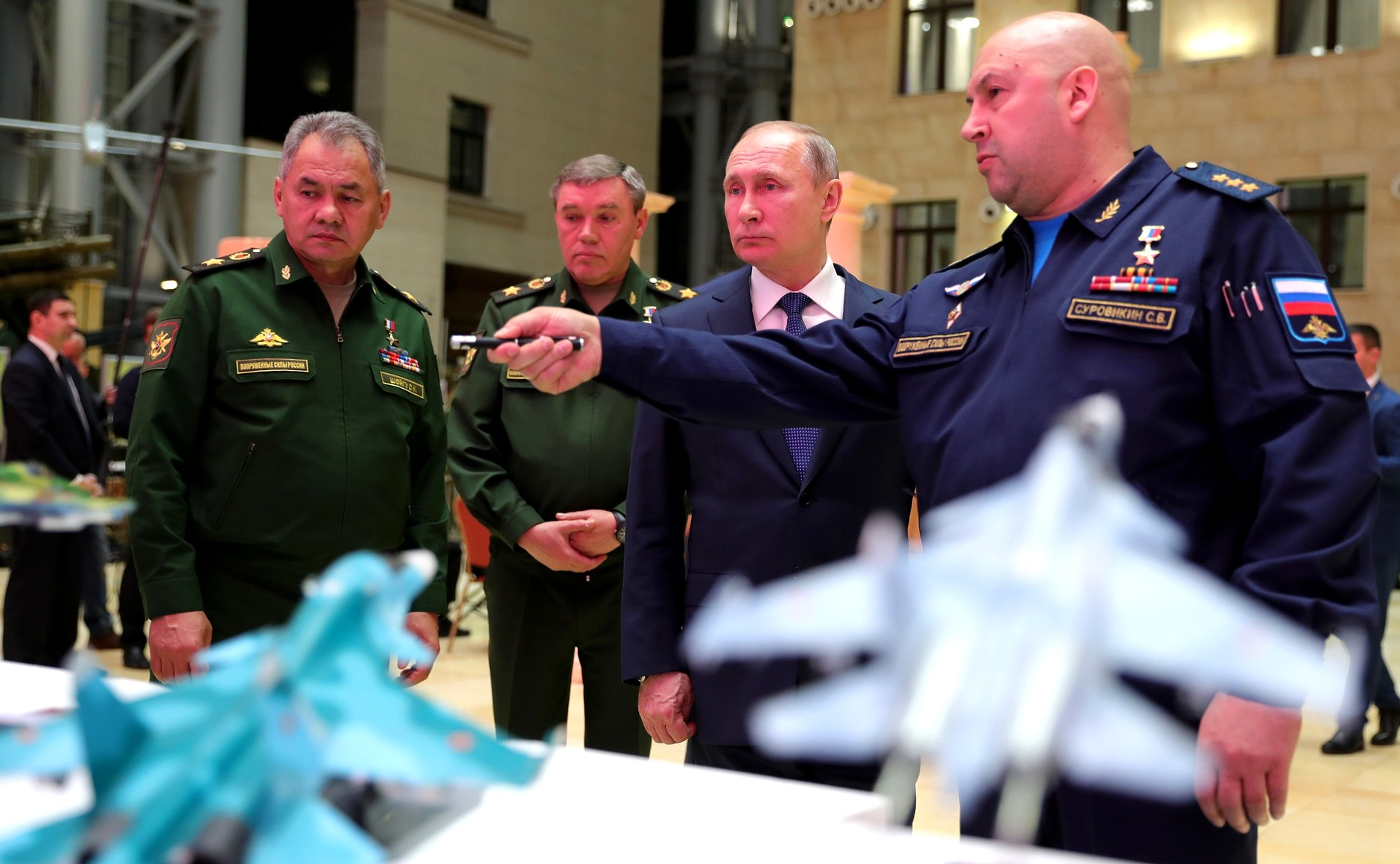
Konferencja na temat wojny w Syrii

W grudniu 2010 r. otrzymał stopień generała porucznika, obejmując stanowisko szefa komisji, która miała zreformować Żandarmerię Wojskową, ale ostatecznie nie został jej dowódcą. W międzyczasie ukończył Instytut Wojskowy Ministerstwa Obrony, otrzymując dyplom prawnika. W latach 2013–2017 był dowódcą Wschodniego Okręgu Wojskowego. W grudniu 2013 r. został awansowany na stopień generała pułkownika.
Od 9 czerwca 2017 r. oficjalnie dowodził rosyjskimi wojskami w Syrii, wspierającymi reżim Baszszara el-Asada. W tym czasie wojska rebeliantów antyrządowych były w rozsypce, dzięki intensywnemu wsparciu rosyjskiego lotnictwa rządowi syryjskiemu, m.in. dzięki niemu w grudniu 2016 r. siły rządowe zdobyły Aleppo. Głównym przeciwnikiem władz syryjskich i Rosjan było Państwo Islamskie. Od października 2016 r. trwała iracka ofensywa na Mosul, a od grudnia 2016 r. kurdyjska na Ar-Rakkę. Głównym zadaniem dla syryjskiej armii wspieranej przez Rosjan była tzw. ofensywa pustynna, która zakończyła się sukcesem w czerwcu 2017 r., gdy osiągnięto iracką granicę. W październiku 2017 r. odblokowano oblężony przez ISIS Dajr az-Zaur. Surowikin nie wprowadził wielu zmian w organizacji sił przed jej rozpoczęciem, a postępy ofensywy były możliwe dzięki koordynacji lotnictwa i sił lądowych. Dowodził jeszcze bitwą o miasto Dara na południu Syrii, gdzie podjęto decyzję o zrównaniu miasta z ziemią wraz z mieszkańcami za pomocą ataków lotniczych. Intensywne bombardowania miast za czasów jego dowództwa spowodowały, że zyskał on przydomek „rzeźnik z Syrii”.
Raport Human Rights Watch z 2020 r. wymienia Surowikina wśród rosyjskich i syryjskich dowódców wojskowych, którzy mogą ponosić odpowiedzialność dowódczą (tj. odpowiedzialność za działania swoich podwładnych) za naruszenia praw człowieka podczas ofensywy na prowincję Idlib, gdzie rosyjskie lotnictwo celowo uderzyło w infrastrukturę cywilną, w tym szpitale, pomimo możliwych ofiar. Dziennikarze BBC oskarżyli Surowikina o łamanie praw człowieka, w tym bombardowanie przez podległe mu wojska miasta w prowincji Idlib, podczas którego zginęło 58 osób i najprawdopodobniej użyto broni chemicznej. W grudniu 2017 r. zakończył misję w Syrii i w uznaniu zasług otrzymał tytuł Bohatera Federacji Rosyjskiej oraz stanowisko dowódcy Sił Powietrzno-Kosmicznych (wcześniej Surowikin nie służył w lotnictwie). W tym samym roku dekretem prezydenta Rosji 51-letni generał pułkownik Siergiej Surowikin został mianowany nowym dowódcą sił powietrznych (VKS). W 2019 r. wrócił do Syrii na 4 miesiące, gdzie już nie prowadzono znaczących operacji. W sierpniu 2021 r. na podstawie dekretu Władimira Putina został mianowany generałem armii.

### Inwazja Rosji na Ukrainę
Od lutego 2022 r. został objęty unijnymi sankcjami za udział w inwazji Rosji na Ukrainę. W kwietniu 2022 r. przejął stanowisko dowódcy Południowej Grupy Wojsk, która w ramach inwazji Rosji na Ukrainę walczyła w obwodach zaporoskim, chersońskim i mikołajowskim. Na tym stanowisku nie osiągnął jednak sukcesów, nie zdołał bowiem dotrzeć do przedmieść Zaporoża i Mikołajowa. Odpowiada za oblężenie zakładów Azowstal w Mariupolu, które ostatecznie zostały zdobyte. We wrześniu 2022 r. rozpoczęła się ukraińska kontrofensywa, podległe mu wojska w ciężkich walkach broniły przyczółku na prawym brzegu Dniepru. Inicjator bombardowania cywilnej infrastruktury technicznej Ukrainy. 8 października 2022 r. został mianowany nowym głównodowodzącym wojsk rosyjskich na Ukrainie zastępując gen. armii Aleksandra Dwornikowa, który nie miał nadanego oficjalnie tytułu dowódcy sił rosyjskich na Ukrainie. Ramzan Kadyrow na swoim kanale telegramowym napisał: 

„Z zadowoleniem przyjmuję wiadomość o tej nominacji. Połączone siły wojskowe znajdują się teraz w dobrych rękach. Jestem pewien, że Siergiej Surowikin poprawi sytuację w strefie operacji specjalnej. A my, oczywiście, pomożemy mu w realizacji przydzielonych zadań”.

10 października 2022 r. objął dowództwo nad całością wojsk rosyjskich na Ukrainie, przekształcone w Połączone Dowództwo Grupy Wojsk z zadaniem uproszczenia i scentralizowania struktur dowodzenia. W dniu objęcia przez niego dowództwa, w dwa dni po mianowaniu, wykazał się inicjatywą naruszenia praw człowieka, gdzie armia rosyjska rozpoczęła zmasowany atak na obiekty infrastruktury krytycznej (głównie energetycznej) na całym terytorium Ukrainy, w ponad 20 ukraińskich miastach, głównie w Kijowie, Lwowie, Żytomierzu, Tarnopolu, Chmielnickim, Konotopie, Charkowie, Krzywym Rogu, Zaporożu, Mikołajowie, Odessie, Dnieprze, Nikopolu, Słowiańsku i Iwano-Frankiwsku. 19 października 2022 r. udzielił wyreżyserowanego wywiadu rosyjskim mediom państwowym, stwierdzając: 

Sytuacja na polu bitwy jest „napięta”, szczególnie w rejonie Chersonia. Naszą misją jest ratowanie życia, więc przeprowadzamy ewakuację ludności. Dalsze plany wobec Chersonia będą zależeć od sytuacji. Nie wykluczam podejmowania trudnych decyzji.

Po wprowadzeniu przez Putina stanu wojennego na okupowanych terytoriach obwodów chersońskiego, zaporoskiego, donieckiego i ługańskiego jego uwaga skupiała się na działaniach w obwodzie chersońskim. Wojska rosyjskie na jego polecenie podłożyły ładunki wybuchowe pod śluzy i podpory tamy w elektrowni wodnej w Nowej Kachowce pod Chersoniem z zamiarem powstrzymania kontrofensywy Ukrainy (większość terenu kachowskiej elektrowni wodnej rosyjskie wojska pod jego dowództwem zaminowały w kwietniu 2022 r.). Surowikin jednocześnie propagandowo zakomunikował, że „ma dane o przygotowanym ataku rakietowym na tamę elektrowni w Nowej Kachowce”. 11 stycznia 2023 ogłoszono, że przestał pełnić funkcję dowódcy połączonego zgrupowania wojsk rosyjskich w Ukrainie i otrzymał nominację na jednego z trzech zastępców nowego dowódcy, gen. Walerija Gierasimowa.
Po zakończeniu tzw. „buntu Prigożyna” (23–24 czerwca 2023 r.) pojawiły się spekulacje medialne, że generał Surowikin prawdopodobnie wspierał, a co najmniej znał zamiary Prigożyna. Kilka dni później (28 czerwca) media doniosły nieoficjalnie, że Surowikin został aresztowany pod zarzutem zdrady.

## Życie prywatne
Jego żona to Anna Borisowna Surowikina (ros. Анна Борисовна Суровикина), związana z biznesem, dyrektor generalna spółki akcyjnej „Argus-Holding” (ros. АО „Аргус-Холдинг”). W 2011 r. Leonid Wołkow (współpracownik Aleksieja Nawalnego) oskarżył spółkę Surowikinej o oszustwa podatkowe, ale dochodzenie w tej sprawie zostało umorzone. Według danych za 2016 r., kiedy Surowikin dowodził oddziałami Wschodniego Okręgu Wojskowego, jego żona z dochodem 44,021 mln rubli zajęła drugie miejsce na liście najbogatszych małżonków pracowników Ministerstwa Obrony FR. Założycielka tartaku Argusles, który ostatecznie zbankrutował. Ma czworo dzieci: trzy córki i syna.

## Awanse
- młodszy porucznik (1987)[5]
- porucznik (?)
- starszy porucznik (?)
- kapitan (1991)[4]
- major (1992)[5]
- podpułkownik (?)
- pułkownik (1998)[10]
- generał major (2003)[4]
- generał porucznik (2010)[8]
- generał pułkownik (2013)[4]
- generał armii (od 16 sierpnia 2021)[41][1]

## Ordery, odznaczenia i wyróżnienia
- Order Czerwonej Gwiazdy[4]
- Order Męstwa (nadany trzykrotnie: 2.09.1997 r., 02.08.2006 r., 2008 r.)[42]
- Order „Za zasługi wojskowe” (14.10.1998 r.)[42]
- Medal za Odwagę[21]
- Medal „Za zasługi bojowe”[21]
- Białoruski Order Przyjaźni Narodów (nadany 31.03.2010 r. przez Aleksandra Łukaszenkę)[43]
- Tytuł honorowy Bohater Federacji Rosyjskiej (nadany w grudniu 2017 r. za działania w Syrii)[8]
- Order Świętego Jerzego IV klasy (2018 r.)[42]
- Bohater Ługańskiej Republiki Ludowej(inne języki) (wrzesień 2022 r.)[44]

i inne